# Paragia perkinsi
Paragia perkinsi är en stekelart som beskrevs av Meade-waldo 1911. Paragia perkinsi ingår i släktet Paragia och familjen Masaridae. Inga underarter finns listade i Catalogue of Life.